# Fuerte Lagarde
El Fuerte Lagarde es una ciudadela del siglo XVII que domina la villa de Prats-de-Mollo-la-Preste (Francia, departamento de Pirineos Orientales) a solo trece kilómetros de la frontera española. Aparte de proteger la villa, su propósito era el de vigilar el Col d'Ares, lugar natural de paso hacia España.
Capital del Alto Vallespir, Prats-de-Mollo-la-Preste se convirtió en un importante lugar estratégico después de 1659, fecha del Tratado de los Pirineos que dio el antiguo condado de Rosellón al Estado francés. La villa fue fortificada por el mariscal de Luis XIV de Francia, Sébastien Le Preste de Vauban, quien también construyó el Fuerte Lagarde.
El Fuerte Lagarde se clasificó como Monumento histórico de Francia en 1925.